# Poa talamancae
Poa talamancae är en gräsart som beskrevs av Richard Walter Pohl. Poa talamancae ingår i släktet gröen, och familjen gräs. Inga underarter finns listade i Catalogue of Life.